# Third-person shooter
Third-person shooter (også kaldt TPS eller 3PS) er en computerspilsgenre af third-person. Spillerens synsvinkel i denne genre er udefra og som regel lidt bagved karakteren (sammenlign med first-person shooter), og hvor spillerens mål er at eliminere modstandere, f.eks. med skydevåben. I nogle nyere 3D-skydespil er der mulighed for at vælge fra førstepersons- og tredjepersonssynsvinkel.

## Eksempler på TPS-spil
- 24: The Game
- Max Payne
- Serious Sam (også mulighed for førstepersonssynsvinkel)
- Star Wars: Battlefront-serien
- The Suffering (også mulighed for førstepersonssynsvinkel)
- Tomb Raider
- Battlefield Heroes
- De seneste spil i Grand Theft Auto-serien